# Aphis dragocephalus
Aphis dragocephalus är en insektsart. Aphis dragocephalus ingår i släktet Aphis och familjen långrörsbladlöss. Inga underarter finns listade i Catalogue of Life.